# Matchless Model L-serie
De Matchless Model L-serie was een serie motorfietsen die het Britse merk Matchless produceerde van 1923 tot 1929. 

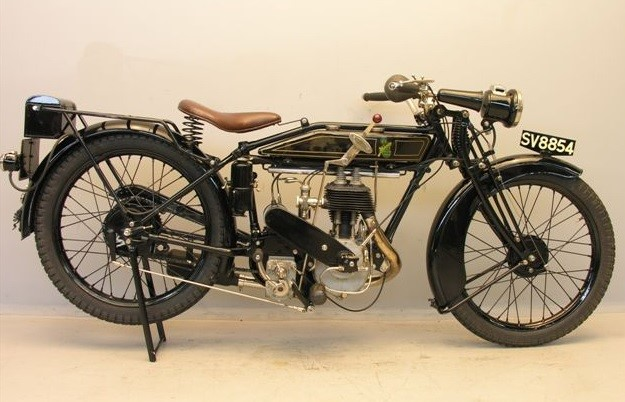
Matchless Model L/4 uit 1926

## Voorgeschiedenis
De broers Harry en Charlie Collier waren zoons van de oprichter van Matchless, Henry Herbert Collier. In de jaren nul waren ze betrokken bij de oprichting van de Isle of Man TT, die ze ook allebei wonnen. Hoewel Matchless meestal gebruiktmaakte van inbouwmotoren van JAP, ontwikkelden de broers steeds vaker hun eigen racemotoren en in 1912 presenteerden ze al een serie lichte modellen met eigen eencilinder-motorblokken. Na de Eerste Wereldoorlog werd de motorfietsproductie weer opgestart, maar uitsluitend met zware V-twins van JAP of van het Zwitserse MAG, die vooral als zijspantrekker dienst deden. Zo ontstond het Matchless Model H dat tot en met 1923 in productie bleef.

## Model L/2
In 1923 begon Matchless steeds meer nieuwe wegen in te slaan. Men begon met de ontwikkeling van de 1000cc-modellen M/3, M/3S en M/4, die al (jaren voordat andere merken ermee kwamen) zadeltanks kregen. Daarnaast volgde het 350cc-Matchless Model L/2. Dit was een lichte, eenvoudige machine die werd voorzien van de Blackburne 2¼HP-zijklepmotor. Dit model had nog een flattank, een drieversnellingsbak en werd standaard geleverd zonder verlichting, maar met een kickstarter. Het had ook al rondom trommelremmen, maar nog een ouderwets total loss-smeersysteem met een oliereservoir in de brandstoftank en ook een handpompje voor de ("drip feed") smering.

## Model L/3
Het Model L/2 verdween al na een jaar om plaats te maken voor het Model L/3, dat het ook maar een jaar volhield en waar slechts 1.750 exemplaren verkocht werden. Het Model L/3 was wel verbeterd en had nu een eigen Matchless-motor met dry-sump smering in plaats van de handsmering van het Model L/2. Het Model L/3 werd voor 52 pond geleverd met een kistje met boordgereedschap, bandenpompje en instructieboekje. Een Lucas-carbidlampset en knijpclaxon kostte 5 pond extra, maar men kon voor 14 pond ook kiezen voor de Lucas elektrische verlichtingsset met magdynette.

## Model L/4
De opvolger Model L/4 verscheen al in 1925 en werd in elk geval in 1926 nog geleverd. De machine was nu zwart met gouden biezen gespoten. 
Al deze modellen konden als complete zijspancombinatie geleverd worden, met een zijspan dat Matchless ook in eigen huis produceerde. 

## Model L/R2
Harry en Charlie Collier begonnen al in 1920 met de ontwikkeling van een 350cc-racer die bedoeld was voor de TT van Man van 1923. Het werd een kopklepmotor met een afneembare cilinderkop en een bovenliggende nokkenas die werd aangedreven door een koningsas die achter de cilinder stond. Door deze bijzondere constructie stond de kop als het ware een kwart slag gedraaid ten opzichte van de meeste koningsasmotoren. Dientengevolge zat het inlaatgedeelde met carburateur aan de rechterkant van het blok en het uitlaatgedeelte links. De motor was echter niet op tijd klaar en als noodoplossing werd er in 1923 met Blackburne-motoren gereden. Hugh Mason en Jimmie Guthrie vielen allebei uit. 
In 1924 kwam de machine als Model L/R2 op de markt. Net als de racer kreeg de machine een wet-sump smeersysteem, dat altijd problemen bleef geven. De olietank zat in de brandstoftank. Van daaruit liep een pijp naar de koningsasaandrijving waar de pomp zat die de olie naar de cilinderkop pompte. De olie zakte naar het carter door de buis van de koningsas. De krukas en de drijfstanglagers werden gesmeerd door de olienevel in het carter, terwijl de klepgeleiders helemaal niet gesmeerd werden. Toen de nevelsmering bij toerentallen boven de 4000 toeren per minuut onvoldoende bleek, werd een extra smeerleiding met een kraantje toegevoegd. Een ander probleem was de plaatsing van de carburateur, waarvan de inlaatkelk zelfs iets naar voren wees. Dat was bijna een uitnodiging voor vocht en vuil om ongefilterd naar binnen te komen. Bovendien waren de remmen voor sportieve rijders onder de maat. Het model werd als sportmotor aangeboden, maar kon als clubmanracer worden geleverd met een hogere compressieverhouding. Amateurracers scoorden er echter nooit goede resultaten mee, waardoor de verkopen laag bleven. In 1926 scoorden drie fabrieksracers goede resultaten in de International Six Days Trial, maar tijdens de TT vielen ze al vroeg in de race uit. Zo kwam het Matchless Model L/R2 duidelijk tekort ten opzichte van concurrenten zoals de Velocette KSS Mk I en diens toerversies K en KT. Zelfs in zijn laatste uitvoering bleef het smeersysteem onder de maat ten opzichte van de meer gebruikelijke wet-sumsystemen. In 1929 werd de productie beëindigd. Het Model L/R2 was met uitzondering van de motor identiek aan het 500cc-Matchless Model V/2.

## Technische gegevens
| Matchless Model        | L/2                               | L/3                               | L4                                | L/R2                     |
| ---------------------- | --------------------------------- | --------------------------------- | --------------------------------- | ------------------------ |
| Periode                | 1923                              | 1924                              | 1925-1926                         | 1924-1929                |
| Categorie              | Toer                              | Toer                              | Toer                              | Sport / clubmanracer     |
| Motortype              | Zijklep (Blackburne)              | Zijklep (Matchless)               | Zijklep (Matchless)               | Kopklep (Matchless)      |
| Bouwwijze              | Staande eencilinder               | Staande eencilinder               | Staande eencilinder               | Staande eencilinder      |
| Koeling                | Lucht                             | Lucht                             | Lucht                             | Lucht                    |
| Boring                 | 71 mm                             | 71 mm                             | 71 mm                             | 69 mm                    |
| Slag                   | 88 mm                             | 88 mm                             | 88 mm                             | 93 mm                    |
| Cilinderinhoud         | 348,4 cc                          | 348,4 cc                          | 348,4 cc                          | 347,8 cc                 |
| Smeersysteem           | Total loss                        | Dry-sump                          | Dry-sump                          | Wet-sump                 |
| Compressieverhouding   | Onbekend                          | Onbekend                          | Onbekend                          | 6,04:1 en 7,21:1         |
| Max. Vermogen          | Onbekend                          | Onbekend                          | Onbekend                          | 16,5 pk bij 5.000 tpm    |
| Topsnelheid            | 80 km/h (solo), 65 km/h (zijspan) | 80 km/h (solo), 65 km/h (zijspan) | 80 km/h (solo), 65 km/h (zijspan) | 110 à 120 km/h           |
| Primaire aandrijving   | Ketting                           | Ketting                           | Ketting                           | Ketting                  |
| Koppeling              | Enkelvoudige droge plaat          | Enkelvoudige droge plaat          | Enkelvoudige droge plaat          | Enkelvoudige droge plaat |
| Versnellingen          | 3 (Sturmey-Archer)                | 3 (Sturmey-Archer)                | 3 (Sturmey-Archer)                | 3 (Sturmey-Archer)       |
| Secundaire aandrijving | Ketting                           | Ketting                           | Ketting                           | Ketting                  |
| Rijwielgedeelte        | Open brugframe                    | Open brugframe                    | Open brugframe                    | Open brugframe           |
| Voorvork               | Girder                            | Girder                            | Girder                            | Parallellogramvork       |
| Achtervork             | Star                              | Star                              | Star                              | Star                     |
| Remmen                 | Trommelremmen                     | Trommelremmen                     | Trommelremmen                     | Trommelremmen            |
| Tankinhoud             | Onbekend                          | Onbekend                          | Onbekend                          | 9 liter                  |
| Droog gewicht          | 100 kg                            | 100 kg                            | 100 kg                            | 102 kg                   |